# Blue Train (John Coltrane)
Pour les articles homonymes, voir Blue Train et train bleu.
 (août 2022).
Clip vidéo
[vidéo] « Blue Train - John Coltrane (1957) », sur YouTube
Blue Train  (train bleu, ou blue Trane, en anglais) est un standard de jazz hard bop, première composition du saxophoniste américain John Coltrane, enregistré avec son « John Coltrane sextuor », chez Blue Note Records sur son album Blue Train de 1957, une des compositions les plus emblématiques de son œuvre,.

## Histoire
John Coltrane commence sa carrière de saxophoniste de jazz dans les années 1940 d'après-guerre, avec entre autres Charlie Parker, Dizzy Gillespie, Sonny Rollins, Duke Ellington, et Thelonious Monk. Il entre alors dans la légende du jazz avec le sextet de Miles Davis (albums 'Round About Midnight (1957), Milestones (1958), et Kind of Blue (1959)...). Il forme en même temps ses propres formations pour jouer et enregistrer avec succès ses propres compositions avant-gardistes d'« art coltranien » avec en particulier cette première composition emblématique de son oeuvre de 10 min 43 « Blue Train » (inspiré de son surnom Blue Trane). Il enregistre cette composition hard bop avec sa première formation en tant que leader, composée d'une succession de 5 solos de saxophone ténor (lui même), de trompette (Lee Morgan), de trombone (Curtis Fuller), de piano (Kenny Drew), et de contrebasse (Paul Chambers), accompagnés par Philly Joe Jones à la batterie,.

## Sextet de John Coltrane
- John Coltrane : saxophone ténor
- Lee Morgan : trompette
- Curtis Fuller : trombone
- Kenny Drew : piano
- Paul Chambers : contrebasse
- Philly Joe Jones : batterie